# Edmundo Pereira
Edmundo Pereira, né en 1914 et mort en 1986, est un botaniste brésilien.